# Andreas Althoff
Andreas Althoff ist ein deutscher Filmeditor. Er lebt in München.

## Leben
Andreas Althoff absolvierte Ausbildungen in den Bereichen Kopierwerk, Schnittassistenz und Tonschnitt. Sein erster eigenständiger Langfilm als Editor war der 1996 erschienene Kinospielfilm Und keiner weint mir nach von Joseph Vilsmaier. Seitdem war er bei über 50 Produktionen für den Schnitt verantwortlich, überwiegend im Bereich Fernsehen.
2010 wurde Andreas Althoff für den Deutschen Kamerapreis in der Kategorie „Montage – Fernsehserie“ für seine Arbeit an der Serie KDD – Kriminaldauerdienst nominiert. 2013 nominierte ihn die Deutsche Akademie für Fernsehen für seine Arbeit an Die Kronzeugin – Mord in den Bergen.

## Filmografie (Auswahl)
- 1996: Und keiner weint mir nach
- 2003: Novaks Ultimatum
- 2006: Hunde haben kurze Beine
- 2006: Tod einer Freundin
- 2008: Kommissarin Lucas – Der schwarze Mann
- 2010: Tatort: Vergessene Erinnerung
- 2010: Familie Fröhlich – Schlimmer geht immer
- 2010: Kommissarin Lucas – Aus der Bahn
- 2011: Ausgerechnet Sex!
- 2011: Für immer 30
- 2012: Das Vermächtnis der Wanderhure
- 2012: Heiraten ist auch keine Lösung
- 2013: Die Kronzeugin – Mord in den Bergen
- 2013: Die Erfinderbraut
- 2013: Der Wagner-Clan. Eine Familiengeschichte
- 2014: München Mord: Wir sind die Neuen (Fernsehreihe)
- 2014: Kommissarin Heller: Tod am Weiher
- 2014: Kommissarin Heller: Der Beutegänger
- 2015: Meine allerschlimmste Freundin
- 2015: Kommissarin Heller: Querschläger
- 2015: Kommissarin Heller: Schattenriss
- 2015: Tod auf der Insel
- 2016: Die Glasbläserin
- 2016: Schweigeminute
- 2016: Kommissarin Heller: Hitzschlag
- 2016: Kommissarin Heller: Nachtgang
- 2017: Eltern allein zu Haus: Frau Busche (Episode 3 einer TV-Trilogie)
- 2018: Bier Royal
- 2018: Kommissarin Heller: Vorsehung
- 2019: Eine Klasse für sich
- 2019: Song für Mia
- 2019: Kommissarin Heller: Herzversagen
- 2019: Cora Stein
- 2020: Toni, männlich, Hebamme – Eine runde Sache
- 2021: Bring mich nach Hause
- 2022: Nord bei Nordwest – Wilde Hunde
- 2022: Tatort: Kehraus
- 2022: Tatort: Hubertys Rache
- 2022: Tatort: In seinen Augen
- 2023: Unsere wunderbaren Jahre (Fernsehserie, 6 Folgen)
- 2023: Tatort: Geisterfahrt
- 2024: Mord auf dem Inka-Pfad (Fernsehvierteiler)
- 2025: Erzgebirgskrimi – Die letzte Note